# Babięcka Struga
Babięcka Struga – rzeka w północno-wschodniej Polsce.
Naprawdę jest to nazwa środkowo-górnego biegu rzeki Krutynia. Przyjmuje się, że nazwa Babięcka Struga obowiązuje od jeziora Gant do jeziora Zyzdrój Wielki.
Właściwy bieg rzeki z uwzględnieniem początkowego nazewnictwa przedstawiono od dołu do góry. Drukiem wytłuszczonym zaznaczono nurt główny rzeki, zwykłym dopływy.
- Zyzdrój Wielki
  - Babięcka Struga
    - Czarna Struga
      - Tejsowo
        - Kały
          - Krawienko
            - Krawno

      - Babięty Małe
        - Babant
          - Babięty Wielkie
            - Jezioro Rańskie
            - Słupek
              - Jezioro Miętkie
                - Zaleśno
                  - Bobrek

            - Kamionka
            - jezioro Stromek
              - Babant
                - jezioro Pierwój

    - jezioro Gant
      - Dąbrówka
        - Jezioro Białe
          - Jezioro Krzywe
          - Piłakno
          - jezioro Dłużec
            - Grabówka
              - jezioro Zdrężno
              - jezioro Kujno
                - Sobiepanka
                  - Lampasz
                    - Jezioro Lampackie
                      - Jezioro Gielądzkie
                        - Jezioro Pustnik Mały
                        - Jezioro Zyndackie
                          - Jezioro Warpuńskie